# Le Voyage de Kuro
Le Voyage de Kuro (棺担ぎのクロ。～懐中旅話～, Hitsugi Katsugi no Kuro. - Kaichū Tabi no Wa, littéralement Kuro, celle qui porte un cercueil. ~Contes de poche de son voyage~) est un manga yonkoma de Satoko Hiyuduki. Il est publié depuis 2006 dans le magazine Manga Time Kirara de l'éditeur Houbunsha et a été compilé en quatre volumes en juillet 2013. La version française est publiée aux éditions Kana depuis mai 2010 dans la collection Made in et quatre tomes sont sortis en mai 2014.

## Synopsis
Kuro est une voyageuse itinérante parcourant une contrée et une époque inconnue rappelant tout de même l'Europe de la fin du XIXe siècle. Elle voyage avec son compagnon Sen, une chauve-souris parlante et deux petites filles, apparemment sœurs, Nijuku et Sanju qu'elles ont recueillies.
Le but de Kuro et Sen est de trouver une sorcière pratiquant la magie noire afin de mettre un terme à la malédiction que chacun porte, néanmoins l'histoire se focalise plus sur les rencontres et les interactions avec les gens au fil du temps que sur cette quête en elle-même.

## Personnages
- Kuro (クロ?) : elle porte un costume noir, a les cheveux bleu foncé et un large chapeau noir. Même son nom signifie noir en japonais. Elle porte également un cercueil sur ses épaules, qui lui sert également de sac de voyage. Cette allure atypique lui vaut souvent d'être confondue avec un croque-mort, une sorcière ou un homme. Elle a également de petites oreilles pointues. Kuro est atteinte d'une malédiction qui la ronge jour après jour et la force à se bander le corps tous les jours. Ses jours sont comptés aussi c'est pourquoi elle transporte ce cercueil "au cas où".

- Sen (セン?) : cette chauve-souris parlante est en fait une personne victime d'une malédiction et donc le corps aurait été séparé en 1000 chauve-souris (sen signifiant mille en japonais), ces dernières vivants la majorité du temps dans le cercueil de Kuro. Assez fort en gueule, amateur de bière et de jolies femmes, tous ces traits de caractères tendent à laisser penser qu'il était un homme auparavant et qu'il aurait été professeur en science ou instituteur. Kuro et lui aurait commencé leur voyage ensemble.

- Nijuku et Sanju : deux sœurs délivrées par Kuro et Sen de leur prison où leur maître/créateur/père, le professeur, les y a laissés et où elles attendaient son retour. Il est sous-entendu que ce dernier est décédé depuis. Elles sont visiblement capable de faire de la magie, pouvant changer leur corps, ingérer et transmettre les couleurs et leurs ombres ont tendance à se désolidariser.
  - Nijuku (ニジュク?) signifie 29 en japonais, elle veut donner l'image d'une grande sœur (puisque c'est théoriquement elle l'aînée) mais reste très dépendante de Kuro. Elle est entrée en contact avec Kuro lors d'une transmission de couleur et est devenue toute noire, absorbant en fait la malédiction de Kuro. Depuis ses attributs magiques (oreilles de chat, queue et aile) sont noirs, le reste est inchangé.
  - Sanju (サンジュ?) signifie 30 en japonais, c'est la plus indépendante des deux sœurs et il lui arrive de se disputer avec Kuro. Contrairement à sa grande sœur elle possédait un moment particulier avec le "professeur", c'était lui qui lui faisait ses tresses, c'est pourquoi elle a du mal à s'attacher à Kuro au détriment de ce dernier.

## Liste des volumes
| no | Japonais        | Japonais          | Français        | Français          |
| no | Date de sortie  | ISBN              | Date de sortie  | ISBN              |
| -- | --------------- | ----------------- | --------------- | ----------------- |
| 1  | 27 mars 2006    | 978-4-8322-7568-3 | 7 mai 2010      | 978-2-50500-728-9 |
| 2  | 27 juin 2007    | 978-4-8322-7634-5 | 7 mai 2010      | 978-2-50500-860-6 |
| 3  | 23 janvier 2012 | 978-4-8322-7769-4 | 4 janvier 2013  | 978-2-50501-692-2 |
| 4  | 27 juillet 2013 | 978-4-8322-4323-1 | 2 mai 2014      | 978-2-50506-078-9 |
| 5  | 27 juin 2015    | 978-4-8322-4579-2 | 19 mai 2017     | 978-2-50506-700-9 |
| 6  | 27 février 2017 | 978-4-8322-4806-9 | 8 décembre 2017 | 978-2-50507-059-7 |
| 7  | 27 juillet 2018 | 978-4-8322-4964-6 | 16 août 2019    | 978-2-50507-136-5 |

## Anecdotes
- Kuro et Sen font une brève apparition dans l'épisode 2 de l'anime GA Geijutsuka Art Design Class du même auteur. A 17 min 20 s, on peut y voir Sen en train de voler dans les airs puis vient le chapeau de Kuro ainsi que le haut de son cercueil.
- Kuro achète constamment des pansements et des bandages chaque fois qu'elle arrive dans une ville. Il semble que lorsqu'elle en porte, cela ralenti la progression de ses taches noires sur son corps. Comme si les bandages jouaient le rôle d'éponges, à moins que ce ne soit juste que pour cacher les taches du regard des autres.
- Ça reste une hypothèse, mais la progression des taches sur le corps de Kuro semble liée à son humeur. En effet, dans le tome 2, Kuro cherche Nijuku qui s'est perdue dans la rue le soir. A un moment, elle semble perdre espoir et des taches apparaissent sur son corps et ses vêtements puis se répandent rapidement. C'est à ce moment-là que surgit Nijuku et les taches disparaissent.
- Dans le tome 2, si on fait attention, on peut connaitre la vraie origine de Nijuku et de Sanju : la jeune fille qui contracte la malédiction de la sorcière, Mô, avait deux sœurs et ces dernières ont eu 2 chatons. Plus loin, elles sont toutes les deux mortes à la suite d'une maladie contagieuse (on les voit se faire emmener dans un brancard avec leurs chatons). Bizarrement, elles ressemblent à Nijuku et à Sanju : quand elles montrent à leur sœur les chatons, elles portent des bonnets en formes d'oreilles de chat.

On peut supposer que le professeur a récupéré les corps de deux fillettes et les a ramenés à la vie (au passage, il aurait fusionné leurs corps avec celui de chats). Si cette hypothèse semble tirée par les cheveux, il suffit de bien regarder à la fin du chapitre où l'on raconte la rencontre de Kuro et de Mô, car Nijuku et Sanju aperçoivent dans la rue une fille aux cheveux longs et son père et disent qu'elles croient les avoir déjà vus quelque part, car ils ressemblent à Mô et son père.